# Meilenstein (Berga West)

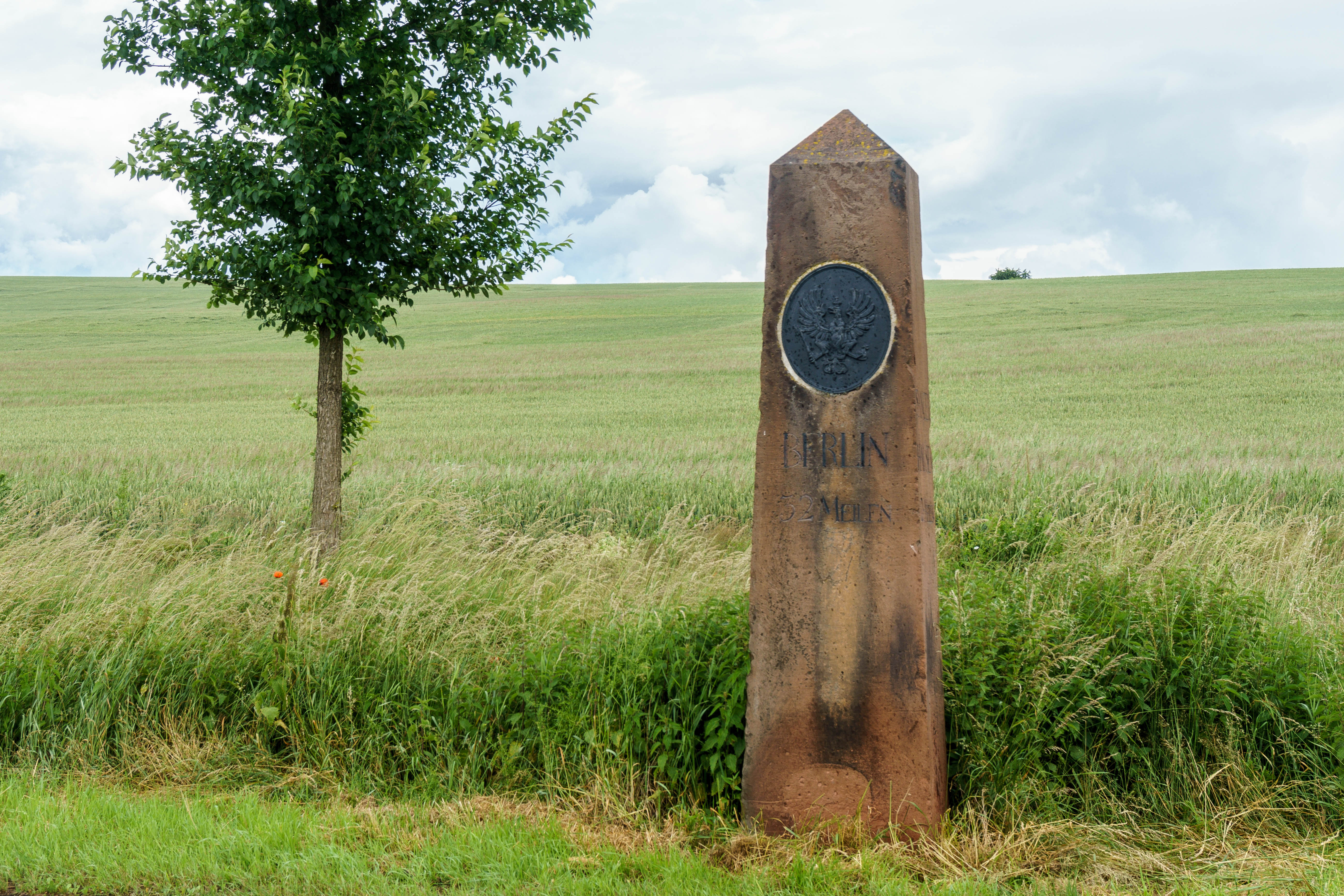
Preußischer Ganzmeilenstein in Berga

Der Meilenstein in Berga ist ein Kleindenkmal in der Verbandsgemeinde Goldene Aue im Landkreis Mansfeld-Südharz in Sachsen-Anhalt.
Westlich von Berga befindet sich der Ganzmeilenstein an der Landesstraße 151, die ihre Entstehung der preußischen Staatschaussee von Berlin nach Kassel verdankt und die zeitweise Teil der Bundesstraße 80 war. Die Chaussee hatte ihren Ursprung am Dönhoffplatz in Berlin, weshalb die Haupt-Inschrift Berlin 32 Meilen lautet. Eine preußische Meile entspricht 7,532 Kilometern. Wir befinden uns also mehr als 240 Straßenkilometer von Berlins Mitte entfernt.
Der Abschnitt von Langenbogen nach Nordhausen entstand in den Jahren 1824 bis 1826. Typisch für die Meilensteine, die an Ganzmeilenpositionen stehen, ist die Angabe der Entfernung zur jeweiligen Nachbarstadt. In diesem Fall sind das Nordhausen 2 Meilen und Sangerhausen 2 7/8 Meilen. Warum der Distanzstein nicht auf der Denkmalliste steht, konnte bisher nicht ermittelt werden. Der Stein steht aber wie alle Meilensteine in Sachsen-Anhalt unter Denkmalschutz.
Er besteht aus Kyffhäuser Sandstein und wurde im Jahr 2001 restauriert, wobei er auch eine neue Adlerplatte erhielt. Eine Besonderheit unter den um 1826 gesetzten Steinen der Chaussee ist es, dass der Stein bisher nie umgesetzt oder angehoben werden musste.